# Kurfürstentag
Kurfürstentage waren Teile des politischen Systems des Heiligen Römischen Reiches im späten Mittelalter und in der frühen Neuzeit. In der frühen Neuzeit spielten diese Versammlungen vor allem in Zeiten, in denen der Reichstag gar nicht oder selten einberufen wurde, eine wichtige Rolle in der Reichspolitik. Die nichtwählenden Kurfürstentage fanden bis 1640 statt. Wählende Kurfürstentage hat es weiterhin gegeben.  

## Formen und Kompetenzen
Kurfürstentage waren offizielle Treffen der Kurfürsten des Heiligen Römischen Reiches. Zu unterscheiden sind wählende Kurfürstentage, wo es um die Wahl des nächsten Herrschers ging und nichtwählende Kurfürstentage, wo es um die Regelung allgemeiner Reichssachen ging. Auch bei wählenden Kurfürstentagen wurden neben der Wahl auch Reichssachen beraten.
Ebenso zu unterscheiden sind die eher seltenen vom Kaiser auf Basis der Goldenen Bulle einberufenen Kurfürstentage von den Versammlungen des Kurvereins. Letzterer wurde meist vom Erzbischof von Mainz einberufen. Während im ersten Fall der Kaiser oder ein von ihm Beauftragter anwesend war, waren im zweiten Fall kaiserliche Abgesandte lediglich als Beobachter dabei oder gar nicht erwünscht. 
Die Kompetenzen der nichtwählenden Kurfürstentage waren nie wirklich definiert worden. Die Verbindlichkeit der Beschlüsse für das Reich insgesamt blieben unklar. 
Neben den allgemeinen Kurfürstentagen gab es seit dem Spätmittelalter häufig „rheinische Kurfürstentage“ als Treffen der vier rheinischen Kurfürsten.    
Je nach Persönlichkeit, Politik und Amtsverständnis riefen die Kaiser die Kurfürsten unterschiedlich oft zusammen, um mit diesem Angelegenheiten des Reiches zu beraten. Unter Karl V. (1519–1556) fand überhaupt kein Kurfürstentag statt. Besonders häufig dagegen fanden Kurfürstentage unter Ferdinand I. und Maximilian II. in der Zeit zwischen 1558 und 1576 statt.

## Themen
Die Themen waren ähnlich denen auf den Reichstagen. Beschlüsse, die mit hohen Geldausgaben verbunden waren, suchten die Kurfürsten zu vermeiden, daran sollten sich auch die anderen Reichsstände beteiligen. 
Für das Kurfürstenkollegium und mithin für die Kurfürstentage extrem belastend war die Konfessionalisierung am Ende des 16. und zu Anfang des 17. Jahrhunderts. Die rheinischen Erzbischöfe lehnten die Zusammenarbeit mit der calvinistischen Pfalz in den rheinischen Kurfürstentagen ab. Es kam nur noch zu geistlichen Kurfürstentagen der Erzbischöfe. Im allgemeinen Kurfürstentag spielte immer mehr die konfessionelle Konfrontation eine Rolle. Dabei traten die geistlichen Kurfürsten als Verteidiger des Katholizismus auf. Sie hatten dabei ihre Positionen zuvor abgestimmt. An Stelle der Sorge um das Reich trat zunehmend die Vertretung konfessionspolitischer Interessen.  
Dies änderte sich während des Dreißigjährigen Krieges wieder. Zeitweise wurden Kurfürstentage gewissermaßen zu einem Ersatz für den lahmgelegten Reichstag. In dieser Zeit fanden einige besonders glanzvolle Treffen dieser Art statt. Zu diesen entsandten auch ausländische Staaten ihre Vertreter. Die Kurfürsten bemühten sich darum, wichtige Entscheidungen anstelle der nicht zusammentretenden Reichstage zu beraten und zu treffen. Dazu gehörten das Restitutionsedikt von 1629 oder die Entlassung Wallensteins im Jahr 1630 als kaiserlicher Feldherr. Der Regensburger Kurfürstentag von 1630 hat auch insgesamt die Macht des Kaisers geschwächt. Im Jahr 1636 bewilligten ein Kurfürstentag an Stelle des Reichstages sogar eine Reichssteuer, was bei den nicht beteiligten Reichsständen auf Kritik stieß. Im Jahr 1640 kam es zu einem weiteren Treffen. Aber die Kurfürsten sahen ein, dass in Zukunft eine stärkere Versammlung nottäte und betrieben die Einberufung eines Reichstages. Danach fand kein nichtwählender Kurfürstentag mehr statt.

## Liste von Kurfürstentagen
| Datum                                | Ort                      | Ereignisse                                                                                      |
| ------------------------------------ | ------------------------ | ----------------------------------------------------------------------------------------------- |
| 23. Juni 1298                        | Mainz                    |                                                                                                 |
| 1338                                 | Oberlahnstein und Rhens  | Gründung des Rhenser Kurvereins gegen Papst Benedikt XII.                                       |
| 1344                                 | Bacharach                |                                                                                                 |
| 1368                                 | Frankfurt am Main        |                                                                                                 |
| 1380                                 | Oberwesel                | Rheinische Kurfürsten                                                                           |
| Mitte Oktober 1395                   | Boppard                  |                                                                                                 |
| ca. 13. – 22. Mai 1397               | Frankfurt am Main        |                                                                                                 |
| Juli 1397                            | Frankfurt am Main        | Einberufung gemäß den Beschlüssen der Frankfurter Beratungen von Mai 1397                       |
| April 1399                           | Boppard                  |                                                                                                 |
| Mai 1399                             | Forchheim                |                                                                                                 |
| 2. Juni 1399                         | Marburg                  |                                                                                                 |
| 19. September 1399                   | Mainz                    |                                                                                                 |
| 1. Februar 1400                      | Frankfurt am Main        |                                                                                                 |
| 17. Mai 1400                         | Frankfurt am Main        |                                                                                                 |
| August 1400                          | Oberlahnstein            |                                                                                                 |
| Juni 1402                            | Mainz                    |                                                                                                 |
| März 1404                            | Boppard                  |                                                                                                 |
| 2. – 3. März 1421                    | Boppard                  |                                                                                                 |
| Mai 1423                             | Boppard                  |                                                                                                 |
| August 1423                          | Frankfurt am Main        |                                                                                                 |
| Januar 1424                          | Bingen und Mainz         | Gründung des Binger Kurvereins gegen Kaiser Sigismund von Luxemburg                             |
| 1425                                 | Mainz                    |                                                                                                 |
| 29. Juli 1426                        | Boppard                  | Rheinische Kurfürsten                                                                           |
| November 1426                        | Frankfurt am Main        |                                                                                                 |
| 1427                                 | Frankfurt am Main        |                                                                                                 |
| 1428                                 | Koblenz                  |                                                                                                 |
| Oktober 1428                         | Heidelberg               |                                                                                                 |
| August 1439                          | Mainz                    |                                                                                                 |
| 1441                                 | Mainz                    |                                                                                                 |
| 28. Februar – 13. März 1445          | Boppard                  |                                                                                                 |
| Juni 1445                            | Frankfurt am Main        |                                                                                                 |
| Februar – 21. März 1446              | Frankfurt am Main        | Kurverein                                                                                       |
| 30. November 1456                    | Nürnberg                 |                                                                                                 |
| 13. März 1457                        | Frankfurt am Main        |                                                                                                 |
| 1460                                 | Nürnberg                 |                                                                                                 |
| 16. Februar – 6. März 1461           | Nürnberg                 | Erneuerung und Erweiterung des Kurvereins                                                       |
| 1472                                 | Regensburg               |                                                                                                 |
| 1486                                 | Frankfurt am Main        |                                                                                                 |
| 1497                                 | Oberwesel                | Rheinische Kurfürsten                                                                           |
| 30. Juni – 5. Juli 1502              | Gelnhausen               | Kurverein                                                                                       |
| 25. November – Mitte Dezember 1502   | Würzburg                 |                                                                                                 |
| um den 18. Juni 1503                 | Mainz                    | Kurfürsten- und Fürstentag                                                                      |
| 21. Oktober – 11. November 1503      | Frankfurt am Main        |                                                                                                 |
| um Weihnachten 1503                  | Augsburg                 |                                                                                                 |
| 17. – 22. März 1504                  | Aschaffenburg            |                                                                                                 |
| 2. Juni 1504                         | Mainz                    |                                                                                                 |
| Ende Juni 1504                       | Gelnhausen               |                                                                                                 |
| Ende April – Anfang Mai 1508         | Mainz                    | Kurfürsten- und Fürstentag; ohne Abschied aufgelöst                                             |
| 1511                                 | Frankfurt am Main        | Reichsversammlung                                                                               |
| 1519                                 | Oberwesel                | Rheinische Kurfürsten                                                                           |
| Oktober/November 1520                | Köln                     | Vorbereitung der Kaiserwahl von Karl V.                                                         |
| 1521                                 | Worms                    | anlässlich des Reichstags, Erneuerung des Kurvereins                                            |
| 1522                                 | Boppard                  | Rheinische Kurfürsten                                                                           |
| 1523                                 | Oberwesel                | Rheinische Kurfürsten                                                                           |
| 1526                                 | Koblenz                  |                                                                                                 |
| April 1527                           | Oberwesel                | Rheinische Kurfürsten                                                                           |
| 1530                                 | Aschaffenburg            |                                                                                                 |
| 1531                                 | Frankfurt am Main        |                                                                                                 |
| 1. Oktober 1534                      | Mainz                    | Rheinische Kurfürsten                                                                           |
| 16. November 1534                    | Oberwesel                | Rheinische Kurfürsten                                                                           |
| 16. April 1551                       | Oberwesel                | Rheinische Kurfürsten                                                                           |
| 21. April 1552                       | Oberwesel                | Rheinische Kurfürsten                                                                           |
| März/April 1554                      | Rothenburg ob der Tauber |                                                                                                 |
| Mai 1557                             | Eger                     |                                                                                                 |
| 25. Februar – 20. März 1558          | Frankfurt am Main        | Kurfürstentag und Wahltag; Frankfurter Kurfürstentag; Kurverein zur Kaiserwahl von Ferdinand I. |
| 1562                                 | Frankfurt am Main        | Königswahl Maximilians II.                                                                      |
| Sommer 1563                          | Bingen                   |                                                                                                 |
| 1565                                 | Oberwesel                |                                                                                                 |
| 14. Januar – 3. Februar 1568         | Fulda                    |                                                                                                 |
| 25. Juli 1568                        | Bacharach                | ursprünglich nach Oberwesel ausgeschrieben                                                      |
| 14. – 24. Mai 1571                   | Bingen                   | Rheinische Kurfürsten                                                                           |
| 22. Juli bis 26. Juli 1572           | Mühlhausen               |                                                                                                 |
| Ende 17. August 1573                 | Frankfurt am Main        |                                                                                                 |
| 12. Oktober – 27. Oktober 1575       | Regensburg               | Königswahl Rudolfs II.                                                                          |
| 28. Juli – 4. August 1577            | Bingen                   | Rheinische Kurfürsten                                                                           |
| 17. April – 19. Juni 1578            | Worms                    |                                                                                                 |
| 26. November 1578                    | Bingen                   |                                                                                                 |
| Mai 1583                             | Bingen                   | Rheinische Kurfürsten                                                                           |
| 21. – 26. August 1585                | Koblenz                  | Geistliche Kurfürsten                                                                           |
| 29. Januar – Anfang Februar 1588     | Speyer                   |                                                                                                 |
| Oktober 1603                         | Koblenz                  | Geistliche Kurfürsten                                                                           |
| 1. September – 9. September 1606     | Fulda                    |                                                                                                 |
| Mai 1607                             | Koblenz                  | Geistliche Kurfürsten                                                                           |
| 30. Juli – 7. August 1608            | Fulda                    | Abbruch                                                                                         |
| 24. Oktober – 19. November 1611      | Nürnberg                 |                                                                                                 |
| 22. Mai – 28. Juni 1612              | Frankfurt am Main        | Wahltag Matthias’                                                                               |
| Februar 1614                         | Koblenz                  | Geistliche Kurfürsten                                                                           |
| Juni 1614                            | Bingen                   | Kurfürstentag der katholischen Liga                                                             |
| 1615                                 | Mainz                    | Kurfürstentag der katholischen Liga                                                             |
| November 1615                        | Koblenz                  | Geistliche Kurfürsten                                                                           |
| 27. Juli – 28. August 1619           | Frankfurt am Main        | Wahltag Ferdinands II.                                                                          |
| 25. November 1622                    | Regensburg               | mit anschließender Reichsversammlung bis zum 19. März 1623                                      |
| 18. Oktober – 12. November 1627      | Mühlhausen               | Abschied, kaiserlicher Erlass                                                                   |
| Juni – Juli 1628                     | Bingen                   | Kurfürstentag der katholischen Liga                                                             |
| 3. Juli – 12. November 1630          | Regensburg               | Regensburg 1630;kaiserliche Schlussschrift; Entlassung Wallensteins                             |
| 15. September 1636 – 23. Januar 1637 | Regensburg               | Regensburg 1636/37;Königswahl Ferdinands III.                                                   |
| Ende Juni 1639                       | Bingen                   | Kurfürstentag der katholischen Liga                                                             |
| 3. Februar – 7. Juli 1640            | Nürnberg                 |                                                                                                 |
| 1653                                 | Prag                     |                                                                                                 |
| August 1689                          | Augsburg                 |                                                                                                 |